# Pellezzano
Pellezzano (Pelezzànë in campano) è un comune italiano di 10 877 abitanti della provincia di Salerno in Campania.

## Geografia fisica
- Classificazione sismica: zona 2 (sismicità media), Ordinanza PCM. 3274 del 20/03/2003.

## Storia
Il nucleo originale di Pellezzano andò formandosi intorno al luogo più antico del paese: la Rocca del Casale, che parrebbe citato nelle pergamene raccolte dai codici salernitani e cavensi negli anni 944, 1006 e 1030, essendo il suo toponimo di Casale Pellezzano in stretta relazione con Locum Pellezanu, o, viceversa, i superstiti del Locum, situato anche altrove, fondarono poi questo Casale, sebbene il primo insediamento accertato appare fra Capriglia e Pellezzano, a Rocca, dove compare la chiesetta più antica, parte integrante del luogo, chiamata Chiesa dello Spirito Santo, come la definivano i padri dell'Ordine Agostiniano di Colloreto, prima della soppressione pontificia del 6 maggio 1653. Sulla Rocca nel Casale la Chiesa continuò ad esistere e a rappresentare il capoluogo di Pellezzano fino alla soppressione.
Nel 1755 Pellezzano era ancora unito al territorio della città di Salerno, come si evince dal Catasto Onciario dell'epoca in cui si evidenziano i luoghi antichi che porteranno alla federazione delle frazioni di Pellezzano, Coperchia, S. Nicola a Cologna e Capriglia, che formeranno un comune autonomo federandosi fra loro, dicendo di costituire la sede municipale in Pellezzano. Dal territorio del nuovo comune saranno escluse molte località di confine, che erano parte integrante dell'area di Pellezzano, che continueranno ad appartenere a Salerno ma che all'epoca rientravano nella zona. Nel 1755 facevano parte di Pellezzano: Pellezzano, Coperchia, Capriglia, San Nicola a Cologna, Capezzano, Sordina, Casalbarone, Coraggiano, Ruggiano, La Rocca di Santo Spirito, Casa Sessa e Pastore, Capitinola, Licinella. Un quarto degli abitanti di Salerno si staccherà quindi dalla città per dare vita al nuovo comune.

### Simboli
Lo stemma, concesso con decreto del presidente della Repubblica del 18 febbraio 2011, si blasona:
(D.P.R. 18 febbraio 2011)
Le stelle rappresentano i cinque Casali di Pellezzano, un tempo famosi per la lavorazione della lana, simboleggiata dalla pecora e dal pettine per la cardatura, che stava alla base dell’economia cittadina.
Il gonfalone è un drappo di giallo con la bordatura di azzurro.

## Società

### Evoluzione demografica
Abitanti censiti

### Religione
La maggioranza della popolazione è di religione cristiana, di rito cattolico. Il Comune appartiene all'arcidiocesi di Salerno-Campagna-Acerno.

### Istituzioni, enti e associazioni
- Muse Museo - Eremo dello Spirito Santo

## Cultura

### Media
La copertura Radio TV terrestre è assicurata da ponti ripetitori posti a Pellezzano, Colle Bellara (Salerno), Fisciano e Montevergine.

### Cucina
Prodotto tipico di Pellezzano è il "sciusciello", e il suo nome deriva dal soffio ("o' sciùscio") che gonfia il pane nel forno a legna. Il sciusciello (e non "lo" sciusciello) è un pane di farina 00, farina integrale, acqua, sale e lievito, cotto nel forno a legna e farcito secondo la tradizione con strutto di maiale ("sugna") e pepe. Attualmente è farcito anche in altri modi.

### Eventi
Il santo patrono di Pellezzano è San Clemente I papa (23 novembre). Molto sentita la festività di Sant'Anna la quale è portata in processione per le vie del paese, a mezzogiorno, la domenica successiva il 26 luglio.

## Infrastrutture e trasporti
Pellezzano è interessato dalle seguenti direttrici stradali:
- Strada Regionale 88/b Bivio SP 222-Bivio SP 219-Baronissi-Bivio SP 26.
- Strada Provinciale 129/a Cava(Villa Cinzia)-Rotolo-S.Pietro-Croce di Cava-Pellezzano(129/b).
- Strada Provinciale 27 Fratte-Pellezzano-Baronissi.
- Strada Provinciale 211 Innesto SP 27 (Coperchia)-Innesto SS 88.
- Strada Provinciale 216 Innesto SP 27-Stazione di Pellezzano.

Il comune è servito dalla Stazione di Pellezzano (fraz. Coperchia) posta lungo la linea Salerno–Mercato San Severino
I trasporti interurbani di Pellezzano vengono svolti con autoservizi di linea gestiti da Busitalia Campania.

## Amministrazione

### Sindaci
| Periodo           | Periodo           | Primo cittadino         | Partito                                             | Carica                  | Note |
| ----------------- | ----------------- | ----------------------- | --------------------------------------------------- | ----------------------- | --- |
| 14 novembre 1988  | 12 gennaio 1990   | Amedeo Naddeo           | Partito Comunista Italiano                          | Sindaco                 | |
| 12 gennaio 1990   | 19 luglio 1990    | Antonio Marotta         | Democrazia Cristiana                                | Sindaco                 | |
| 19 luglio 1990    | 24 aprile 1995    | Eva Longo               | Democrazia Cristiana                                | Sindaco                 | |
| 24 aprile 1995    | 14 giugno 1999    | Amalia Marigliano Russo | Lista civica "Democratici per Pellezzano" (PDS, DS) | Sindaco                 | |
| 14 giugno 1999    | 14 giugno 2004    | Eva Longo               | Uniti per Pellezzano (CCD, FI)                      | Sindaco                 | |
| 14 giugno 2004    | 8 giugno 2009     | Eva Longo               | Uniti per Pellezzano (FI, PDL)                      | Sindaco                 | |
| 8 giugno 2009     | 27 maggio 2014    | Carmine Citro           | Uniti per Pellezzano (IND)                          | Sindaco                 | |
| 27 maggio 2014    | 29 settembre 2017 | Giuseppe Pisapia        | Cambia Pellezzano (PD)                              | Sindaco                 | Dimissioni metà più uno dei consiglieri. Atto autenticato presentato a mezzo persona delegata in data 29 Settembre 2017 |
| 29 settembre 2017 | 11 giugno 2018    | Vincenzo Amendola       |                                                     | Commissario prefettizio | [ 8 ] |
| 11 giugno 2018    | in carica         | Francesco Morra         | Impegno Civico (PD)                                 | Sindaco                 | |

### Altre informazioni amministrative
Il comune fa parte dell'Unione dei Comuni dell'Irno.
Le competenze in materia di difesa del suolo sono delegate dalla Campania all'Autorità di bacino regionale Destra Sele.
Francesco Morra ha inoltre ricoperto la carica di consigliere dell'ANCI e a partire dall'11 giugno 2020 ha ricevuto la delega alle politiche ambientali dei comuni e alla protezione civile.
Gemellaggi
- Torre del Greco

## Sport

### Impianti sportivi
Tra gli impianti sportivi, a Capezzano è sito lo stadio comunale "Andrea Bolognese"; in località Casignano sorge il Nuovo Centro Sportivo Casignano, che ospita le partite di locali squadre di calcio e dell'Arechi Rugby di Salerno. Nella frazione Capriglia è presente il palazzetto dello sport Carmine Longo, dove disputa le partite la squadra di pallacanestro Virtus Arechi Salerno, oltre a essere noto per aver ospitato gli allenamenti delle nazionali di pallavolo qualificate all'Universiade del 2019.